# 인케르만

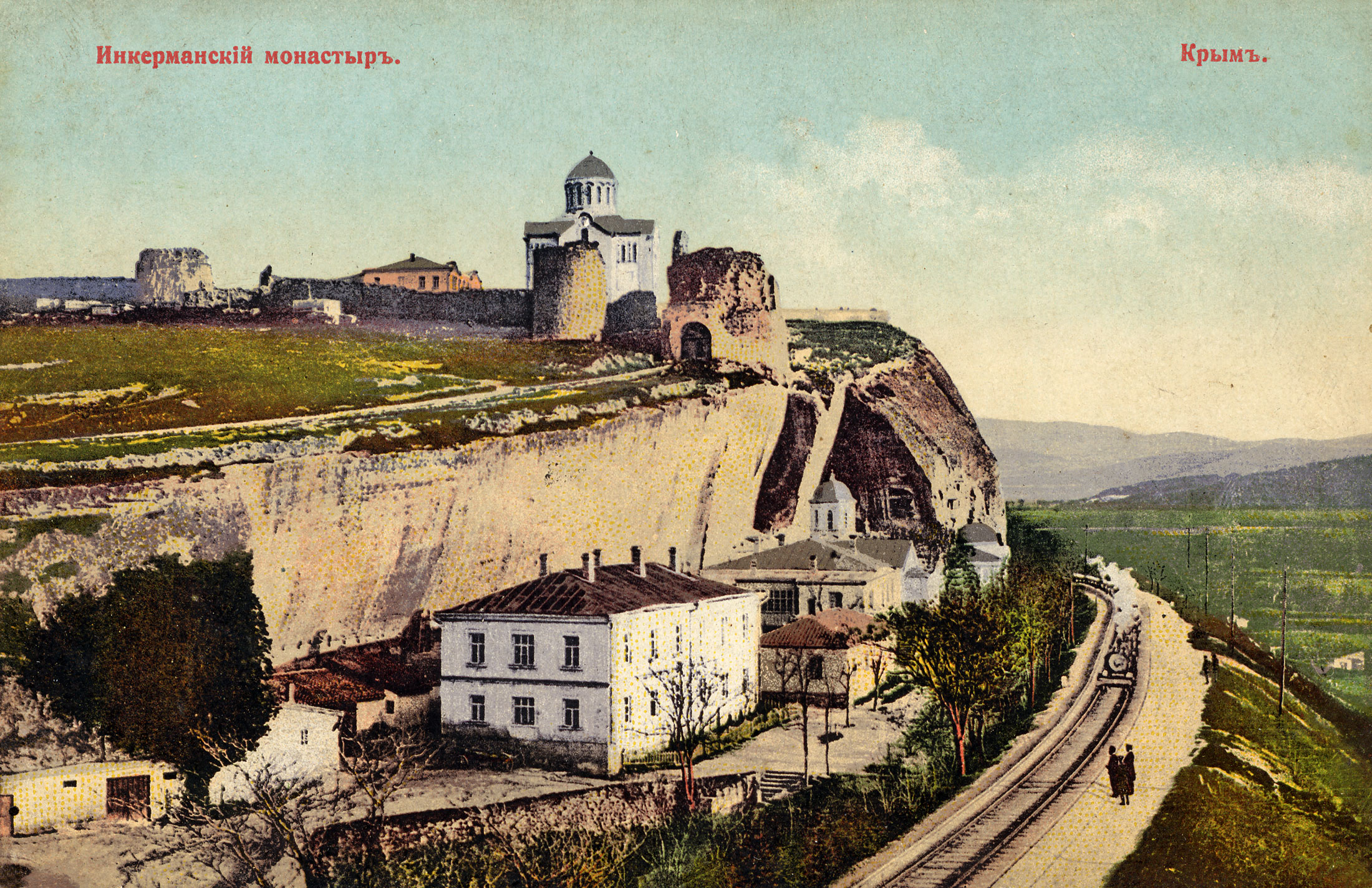
1910년경의 인케르만 동굴 수도원

인케르만(우크라이나어: Інкерман, 러시아어: Инкерман, 크림 타타르어: İnkerman)은 크림반도에 위치한 도시이다. 세바스토폴에서 동쪽으로 5km 떨어진 곳에 위치하며, 크림반도를 주장 중인 우크라이나와 러시아 모두 인케르만을 세바스토폴 관할 하에 두고 있다. 2014년 인구조사 기준 인구는 10,348명.
8세기에 비잔틴에서 탄압을 피해 도망쳐 나온 성상 숭배자들이 이곳에 성 클레멘스 동굴 수도원을 세웠다. 8-9세기에는 특유의 절벽 지형이 전략적 요충지가 되어 중세 요새가 세워졌고 칼라미타(그리스어: Καλαμίτα)라는 도시가 세워졌다. 14세기 테오도로 공국과 함께 튀르크인들에게 도시가 넘어갔고, 튀르크어로 "동굴 요새"를 의미하는 인케르만으로 개칭되었다. 소련 시대이던 1976년에서 1991년까지는 "하얀 돌의 도시"라는 뜻의 빌로카미얀스크(우크라이나어: Білокам'янськ) 또는 벨로카멘스크(러시아어: Белокаменск)로 불리기도 했다.

시기
시 문장

## 같이 보기
- 세바스토폴의 행정 구역